# Phuentsholing
Phuentsholing (auch Phuntsholing) ist eine Stadt im Süden des Himalaya-Königreiches Bhutan an der Grenze zu Indien mit etwa 30.000 Einwohnern. 
Von Phuentsholing aus führt eine Straße via Gedu und Chukha in die 172 Kilometer entfernte Hauptstadt Thimphu mit einer Abzweigung nach Paro. Von Indien aus ist Phuentsholing per Bus auf einer durchgehend asphaltierten Straße vom 160 Kilometer entfernten Shiliguri, ebenso von Darjiling oder Kalimpong im indischen Bundesstaat Westbengalen erreichbar. Die Verbindungen führen in den Zwillingsgrenzort Jaigaon auf indischer Seite.

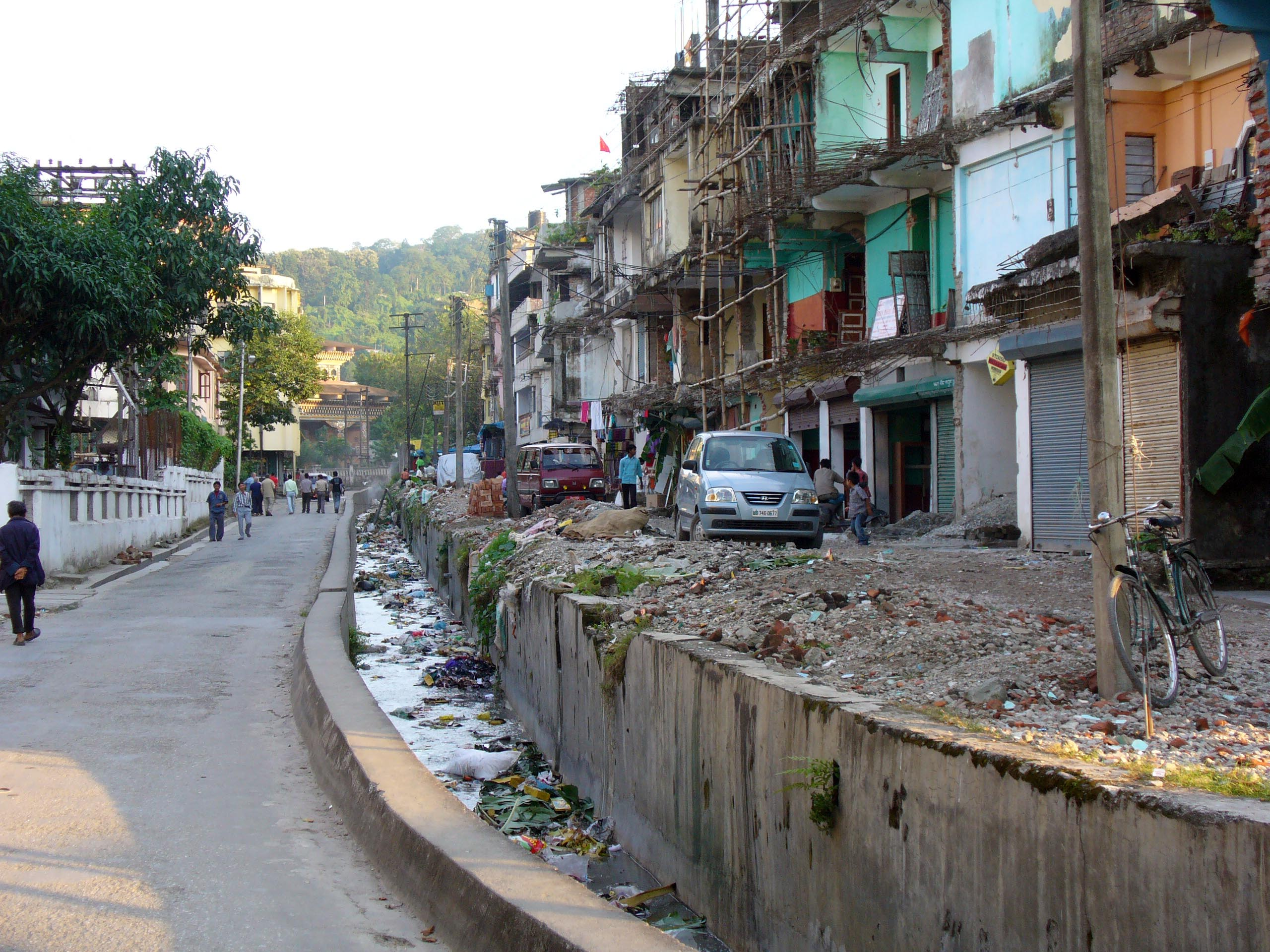
Links: Phuentsholing (Bhutan), rechts: Jaigaon (Indien), Mitte: im Hintergrund das Grenztor nach Bhutan
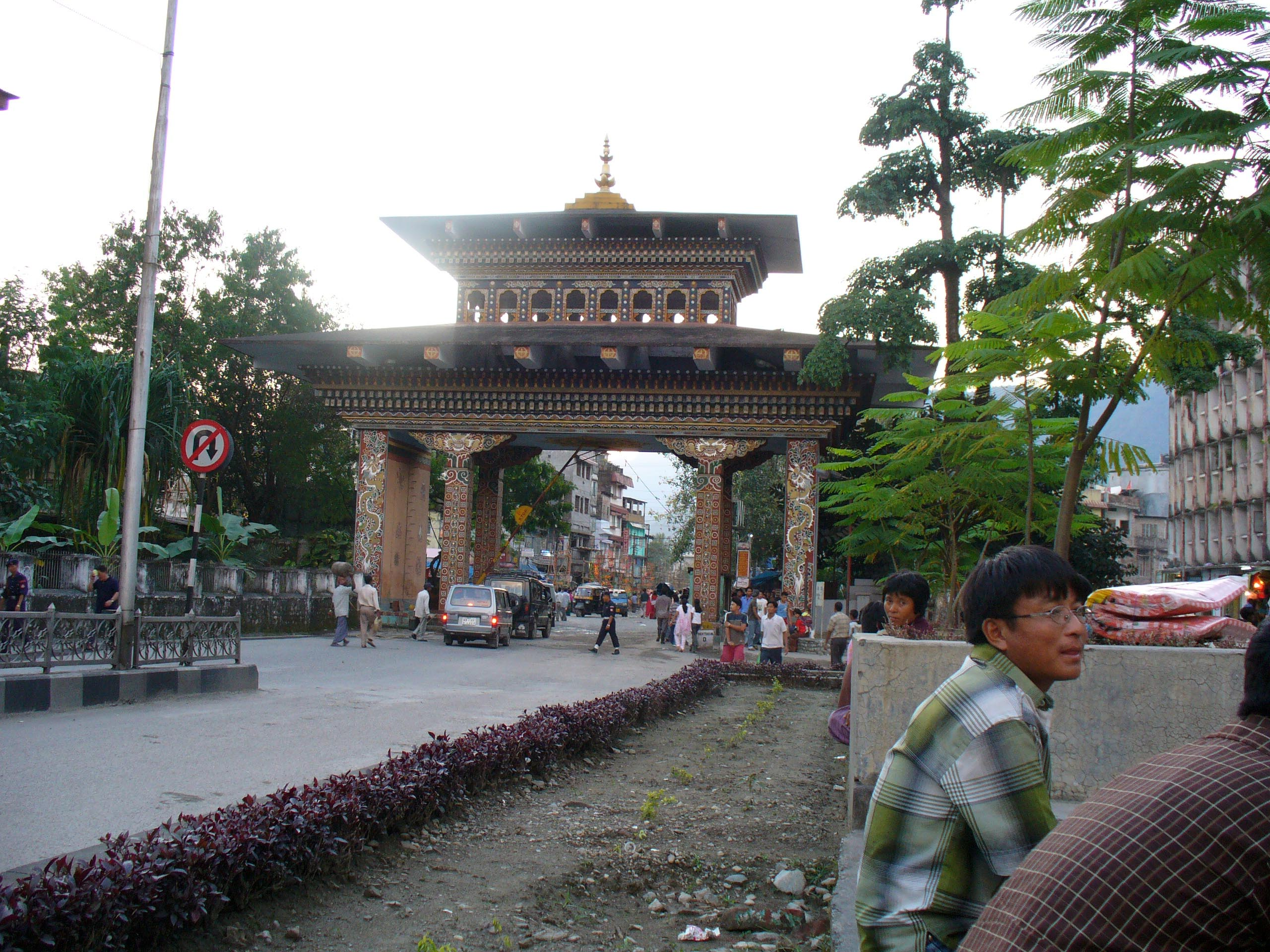
Frei passierbares Grenztor zwischen Bhutan und Indien, gesehen von der Seite Bhutans

Die Grenze zwischen beiden Nachbarländern kann innerhalb des Stadtgebietes von Indern und Bhutanern ohne Grenzformalitäten passiert werden. Die Bevölkerung von Phuentsholing setzt sich deshalb auch zu einem erheblichen Teil aus Indern zusammen. Phuentsholing erfüllt eine wichtige Transitfunktion für den Im- und Export Bhutans, wirtschaftliche Grundlage der Stadt ist der Handel. Zunehmende Prostitution und Drogenhandel werden als soziale Hauptprobleme der Stadt angesehen.
Für nicht-indische Touristen ist die Stadt, neben dem Flug nach Paro, die einzige Möglichkeit das Land zu betreten. Die südöstliche Grenzstadt Samdrup Jongkhar ist für Touristen nicht passierbar.
1964 kam der damalige Ministerpräsident Bhutans Jigme Dorji in Phuentsholing bei einem Attentat ums Leben. Der politisch motivierte Mord erfolgte vor dem Hintergrund von Auseinandersetzungen innerhalb führender Interessengruppen des Landes über die Frage des Öffnungsprozesses Bhutans. 

## Sehenswürdigkeiten
- Karbandi-Kloster